# NGC 6024
NGC 6024 est une vaste et lointaine galaxie elliptique située dans la constellation du Dragon. Sa vitesse par rapport au fond diffus cosmologique est de 9 090 ± 27 km/s, ce qui correspond à une distance de Hubble de 134,1 ± 9,4 Mpc (∼437 millions d'al). NGC 6024 a été découverte par l'astronome américain Lewis Swift en 1886.
Il n'a aucune trace d'un bras spiral sur l'image du relevé Pan-STARRS. La classification de galaxie elliptique semble mieux convenir à NGC 6024.